# Annie Get Your Gun (1967)
Annie Get Your Gun är en amerikansk TV-film från 1967 i regi av Clark Jones, baserad på musikalen med samma namn om Annie Oakley och Frank Butler.

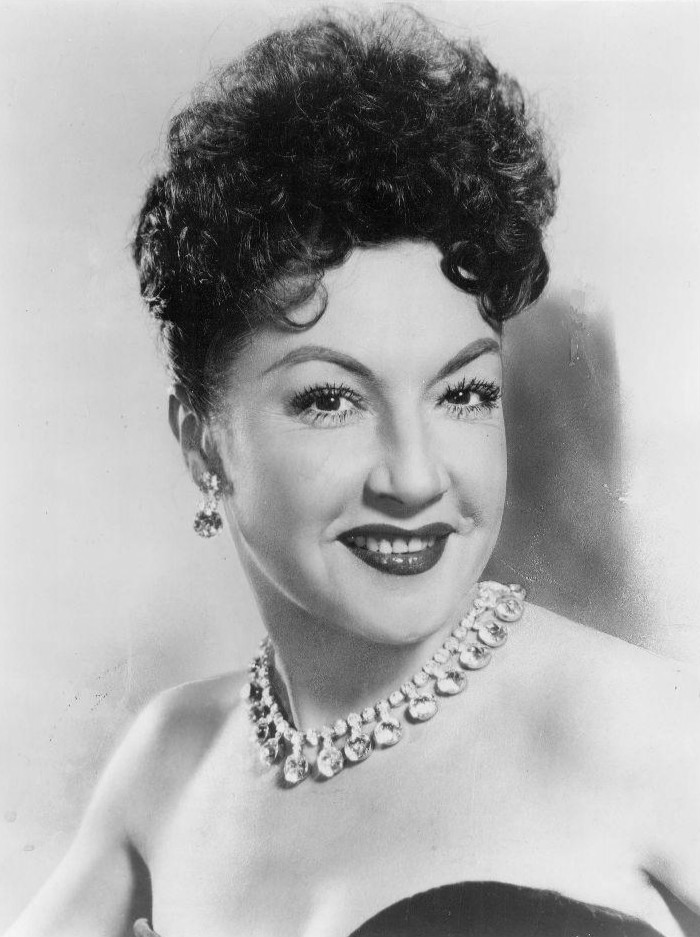
Ethel Merman hade rollen som Annie i filmen.

## Handling
Annie Oakley kan varken läsa eller skriva men är en toppenskytt. När Buffalo Bills show kommer till staden utmanar skarpskytten Frank alla i staden och Annie ställer upp. Aldrig har de hört talas om en kvinna som kan skjuta så bra och hon får följa med showen på turné. Frank är en riktig karlakarl och Annie förälskar sig i honom.

## Om filmen
Både Ethel Merman (Annie) och Harry Bellaver (Sitting Bull) hade spelat sina respektive roller på scen tillsammans år 1946.

## Rollista (i urval)
- Ethel Merman – Annie Oakley
- Bruce Yarnell – Frank Butler
- Rufus Smith – Buffalo Bill
- Jerry Orbach – Charles Davenport
- Harry Bellaver – Sitting Bull
- Wayne Hunter – Tommy Keller